# Nymphaea leibergii
Nymphaea leibergii là một loài súng trong họ Nymphaeaceae. Loài này được Morong miêu tả khoa học đầu tiên năm 1888., có thể được tìm thấy trên khắp miền bắc Bắc Mỹ trong ao và dòng chảy chậm.